# Harpegnathos
Harpegnathos es un género basal de hormigas de la subfamilia Ponerinae.
Estas hormigas tiene una estructura de formación de su colonia diferente, en comparación, a otros géneros. Al principio, las jóvenes reinas aladas vuelan desde su colonia natal, se aparean con los machos en el exterior y comienzan a formar nuevas colonias en forma independiente. Lo que difiere de otras hormigas es que, una vez que la reina fundadora muere (después de algunos años), varias hijas trabajadores efectúan su sustitución como reproductoras de la colonia. Es característico de varias especies ponerine que las trabajadoras puedan aparearse (casi siempre con varones foráneos) y almacenen espermatozoides en la espermateca. 
Cada año, las nuevas reinas aladas se dispersan y vuelve a comenzar el proceso otra vez. La combinación de la reina y los resultados ya comentados de reproducción dan una mayor esperanza de vida a las colonias.

## Especies
H. cruentatus

H. empesoi

H. hobbyi

H. macgregori

H. medioniger

H. pallipes

H. saltator

H. undet

H. venator